# Elektronindfangning
Elektronindfangning er grundlæggende en radioaktivt henfaldstype. Det beskriver en reaktion modsat af betahenfald. I et betaminus henfald bliver en neutron lavet om til en proton og en elektron (og en elektronneutrino). I elektronindfangning bliver en elektron og en proton lavet til en neutron.
{\displaystyle {\mbox{p}}^{+}+{\mbox{e}}^{-}\rightarrow {\mbox{n}}+\nu _{e}+{\mbox{E}}_{lys}}
Under elektronindfangning dannes et tomrum i inderste elektronskal, fordi den elektron der bliver taget, typisk bliver taget fra den inderste skal. Selvom elektronerne ikke kan opholde sig imellem skallerne, er der et lavere energiniveau i inderst skal og derfor kan elektronerne lave såkaldte kvantespring. Fordi elektronerne går fra en skal med højere energi til en med lavere, vil der blive udgivet energi i dette tilfælde som elektromagnetisk stråling. Derfor er elektronindfangnings kilder en af de mest rene former for gammastrålingskilder.
Elektronindfangning sker ligesom med betaplus henfald for atomer, hvor der er mange protoner i forhold til neutroner. Forskellen er bare, at betaplus kræver noget energi for at henfalde. Grunden til dette er at en neutron vejer ca. det samme som en proton og en elektron. Derfor vil en neutron kunne blive lavet om til en proton og en elektron, men en proton vil ikke kunne blive lavet om til en neutron og en positron uden at der er ekstra energi tilstede (eller overskydende energi efter henfald pga. kvantemekanisk tunnelering). Det er her elektronindfangning kommer ind i billedet. Elektronindfangning er når en elektron går sammen med en proton og laver en neutron, og derfor vil der være brug for mindre mængder energi fordi vægten af partikelvægtene er ca. ens før og efter henfaldet.